# Ophiomyia nigerrima
Ophiomyia nigerrima är en tvåvingeart som beskrevs av Spencer 1959. Ophiomyia nigerrima ingår i släktet Ophiomyia och familjen minerarflugor.
Artens utbredningsområde är Kenya. Inga underarter finns listade i Catalogue of Life.